# 项目团队

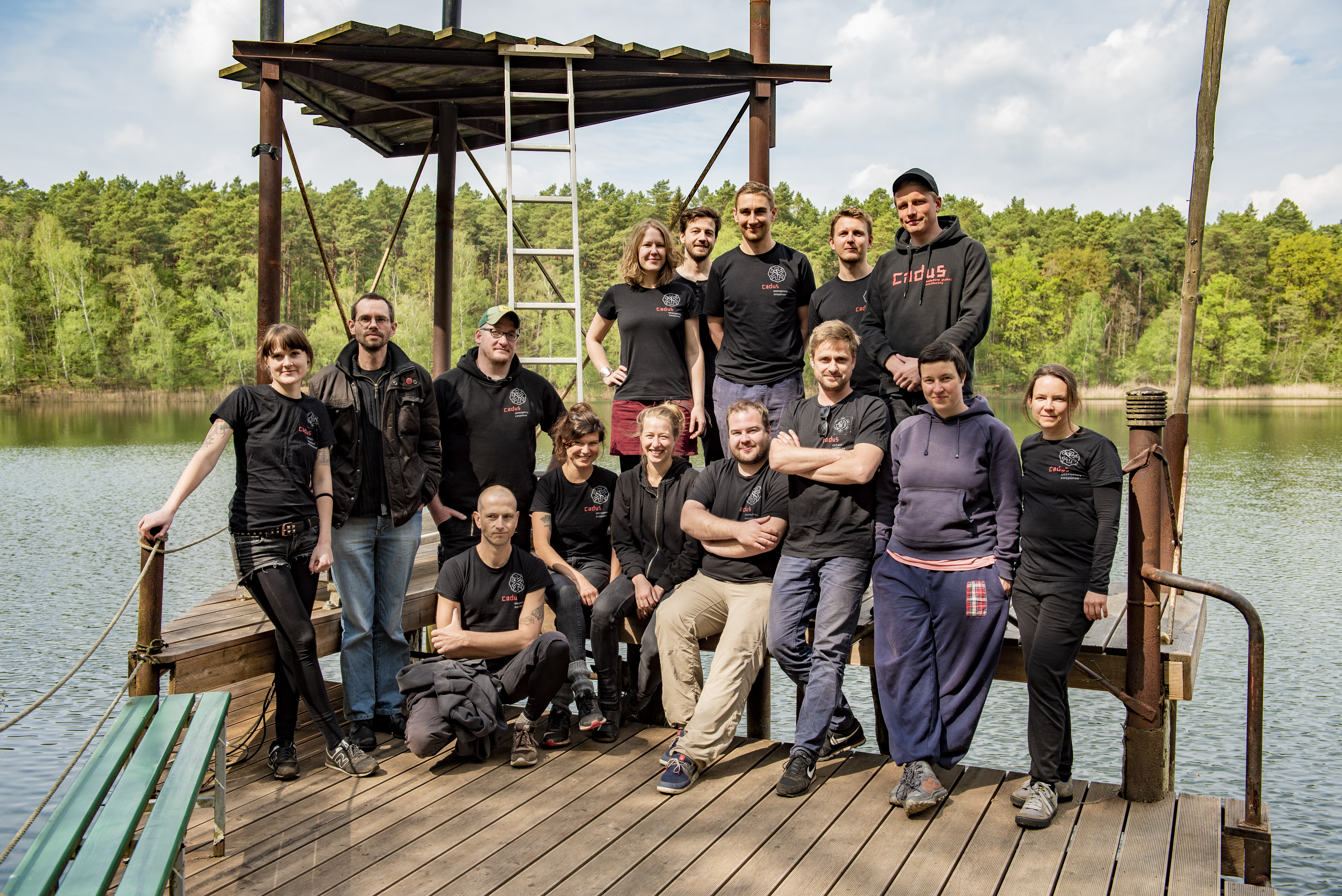
2019年團隊協作培訓

在一個項目裡，一個專案小組或團隊被定義為一群一起朝著同一個目標工作，且共同為他們組織產出的特定成果共同分擔責任並相互依存的人。 在一開始的定義還有另一個條件，就是團隊是由團隊內外的人認定的。 當專案小組致力於特定項目時，經常會滿足第一個要求。在項目剛起步的階段，專案小組可能不會被認可為一個團隊，這樣導致組織內部出現一些混亂，現代的專案小組，它的核心特徵是利用自主性和柔韌性去實現其目標。
大部分的專案小組需要有多個部門的參與，因此大多數的專案小組都可以被歸類為跨職能團隊。專案小組通常由各種成員組成，這些成員經常在項目經理或組織資深會員的指導下工作。「最初有可能得不到強大支持的專案，常常都會得到專案推動者的協助。每個團隊成員都可以兼職或全職參與。「他們承諾專案能如期完成的時間，可能會根據項目開發階段的情況而發生變化。
一個專案小組需要正確地結合成員間的技能、能力，以及個人特質，來成功地達到協作張力。組成一個團隊可以有很多種方式。最普遍的方式，即是讓組織的前成員/前輩來決定。
要成為表現最頂尖的團隊有很多種可行的方式，但其中最關鍵的，還是成員間維持高度的團隊合作關係。管理層的工作，旨在讓團隊中培養出一個放鬆且舒適的氛圍，讓成員都能夠做自己，並且使他們認真投入專案的相關工作。團隊的全體成員都應被鼓勵建立關係。且每個成員都有責任給出具建設性的回饋，與辨析、重視、善加利用彼此間獨特的優勢。整個團隊應由信任和合作來調諧。 